# パレオ

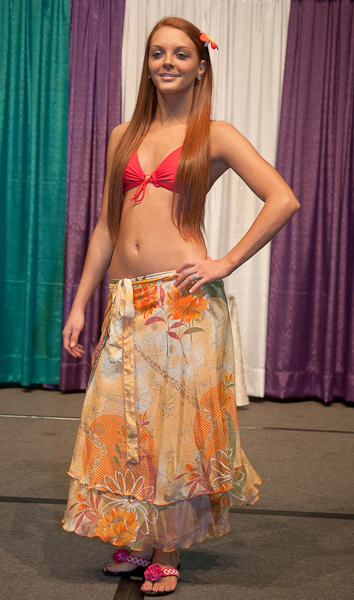
パレオ

水着の上にパレオを巻いたウィキペたん

パレオ (Pareo, Pāreu) とは、一枚布を身体に巻き付け、端を縛ることで着用する、衣服の一種である。元々は「パレウ」というタヒチの民族衣装であり、現地の言葉で「巻きつけるスカート」を意味する。その後、主に水着と組み合わせて着用する衣装として、広く世界的に用いられるようになった。

## タヒチでのパレオ
約90 cm×180 cmほどの色とりどりに着色された綿の布を体に巻きつけ、端を縛ることで着用する。結ぶ部分を変えることにより、スカートやワンピース、ズボン、水着など様々な着用方法で使用できる。
男性が腰に巻くものは主にmaroと呼ばれており、Pareoは女性の使用するスカートを指すが、男女関係なく体をくるむ布をパレオと呼んでも差し支えないようである。

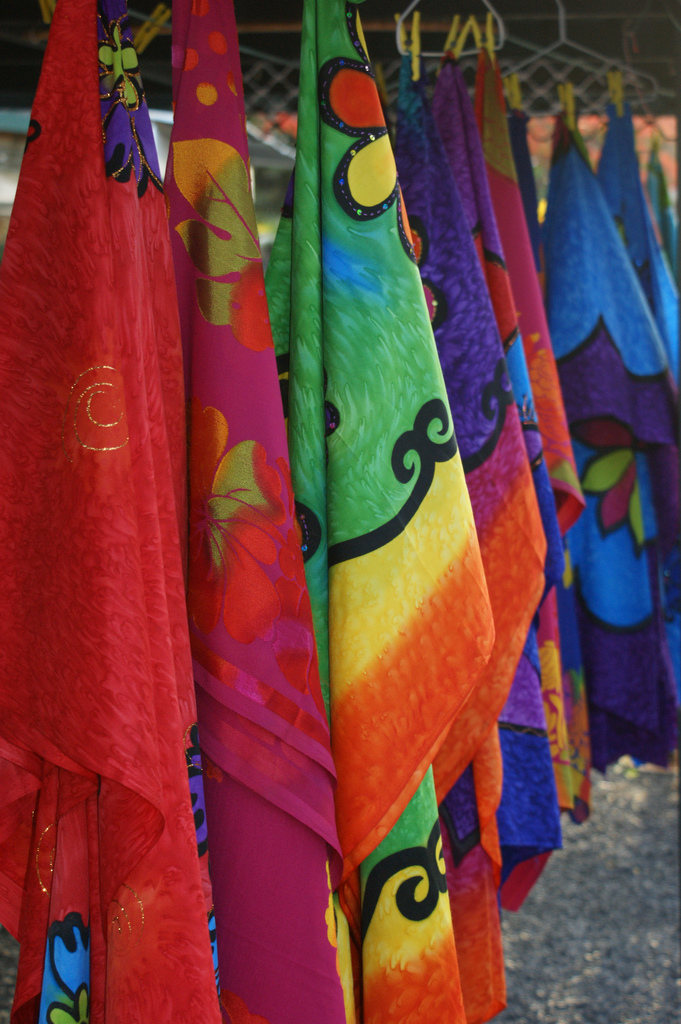
ラロトンガ島でのパレオ
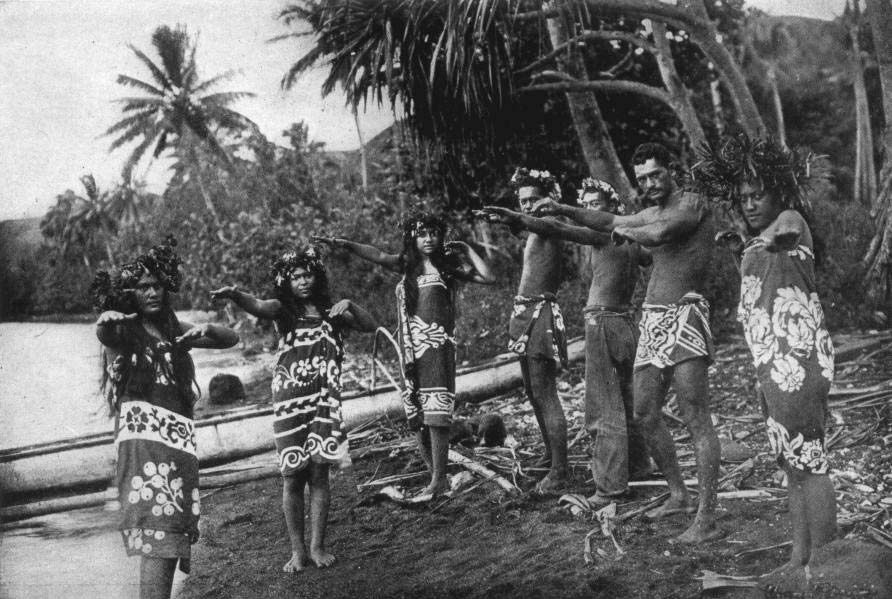
パレオを着たタヒチ民族

## 諸外国でのパレオ
様々なサイズのパレオが見られる。
1950年代のアメリカでビーチファッションとして流行した後、世界中に広まった。一般的にはドレスなどの着衣としてより、水着の上（腰部分）に巻きつける装飾品のイメージが強い。日本では1990年代後半以降に流行し、水着とパレオの組み合わせは定番となっている（パレオ娘）。

## パレオと類似の衣類
パレオと同様に一枚布を用いる民族衣装としては、インドのサリーなどがある。